# Barrisca kochalkai
Barrisca kochalkai är en spindelart som beskrevs av Norman I. Platnick 1978. Barrisca kochalkai ingår i släktet Barrisca och familjen Trechaleidae. Inga underarter finns listade.